# Villafeliche (kommunhuvudort)
Villafeliche är en kommunhuvudort i Spanien.   Den ligger i provinsen Provincia de Zaragoza och regionen Aragonien, i den nordöstra delen av landet, 200 km öster om huvudstaden Madrid. Villafeliche ligger 687 meter över havet och antalet invånare är 219.
Terrängen runt Villafeliche är kuperad åt sydväst, men åt nordost är den platt. Villafeliche ligger nere i en dal. Runt Villafeliche är det ganska glesbefolkat, med 23 invånare per kvadratkilometer. Närmaste större samhälle är Daroca, 11,9 km sydost om Villafeliche. Omgivningarna runt Villafeliche är i huvudsak ett öppet busklandskap.